# Ágai Kis András
Ágai Kis András (Budapest, 1969. június 7. –) magyar újságíró, sportriporter, kommunikációs szakember, számos sportkönyv társszerzője és szerkesztője. 2000 októbere óta a Sport TV műsorvezetője, 2012 és 2017 között sportszövetségi, illetve klub kommunikációs igazgatóként dolgozott, 2023-ban saját YouTube-csatornát alapított, ahol helyet kap a MUTASD MAGAD! és a BRÉKINGNYÚZ című műsor.

## Életpályája
Budapesten született, édesanyja Ágai Ágnes (1932–2024) költő, édesapja Kis Tamás (1927–1997) újságíró.
20 évesen, 1989 júniusában kezdte el sportújságírói pályáját, a szakmai alapokat először a Képes Sport című lapnál sajátította el, majd a Kurír és a Népszabadság szerkesztőségében dolgozott (1990–1992). Ebben az időszakban került közelebbi kapcsolatba a kézilabdával is, mely épp akkoriban kezdett sikersportág lenni Magyarországon. A kézilabda ezután hosszú évekig meghatározta szakmai útját.
1992 tavaszán került a Magyar Rádió Sportosztályára (Petőfi, Kossuth), és a barcelonai olimpián már külső munkatársként dolgozott (1992–1994), ahol olyan ikonoktól tanult, mint Szepesi György, Novotny Zoltán, Vass István Zoltán, Molnár Dániel. Később együtt készítették a legendás Körkapcsolást, ami akkoriban a szakma csúcsát jelentette.
1994-ben az új csatornaként indult Duna Televíziónál kezdett dolgozni, ahol részt vett a csatorna sportszerkesztőségének felépítésében, a sportműsorok beindításában szerkesztőként, valamint műsorvezetőként és kommentátorként is kipróbálhatta magát (1994–1999). Öt mozgalmas év után újabb lehetőséget kapott: a Magyar Televízió Telesport című műsorában a Sydney-i olimpiáról közvetíthetett élőben a helyszínről; a Magyarország-Dánia női kézilabda olimpiai döntő közvetítése karrierjének jelentős állomása lett.
Közvetlenül az olimpiai után igazolt át az akkor induló Sport TV-hez, ahol 2000 ősze óta dolgozik. Itt kommentátorként rangos futball- és kézilabda mérkőzéseket is közvetített (Bajnokok Ligája, NB I), illetve a nézők által is igen kedvelt Heti Helyzet című műsort vezeti jelenleg is.
2012 tavaszán lett a Magyar Kézilabda Szövetség kommunikációs igazgatója, 2015 júliusától 2017 januárjáig pedig ugyanezt a pozíciót töltötte be az Újpest FC-nél. A 2017-es budapesti FINA világbajnokságon a magyar vízilabda-válogatott sajtófőnökeként dolgozott. 2017. október 1.-2018. október 1. között a Magyar Vízilabda Szövetség sajtófőnöke volt.
2023-ban saját YouTube-csatornát alapított, ahol helyet kapnak a MUTASD MAGAD! és a BRÉKINGNYÚZ című saját műsorai.
Angolul és oroszul beszél.

## Sportszervezőként
2001-ben Csapó Gáborral közösen megalapították a Dudi Sulit, amely egy olyan sportegyesület volt, ahol a gyerekek három sportágat is űzhettek egyszerre: fociztak, kézi- és vízilabdáztak. Az egyesület nagy sikerrel, több évig működött az Elektromos sporttelepen. Ennek utódja lett a Sportpalánta Központ SE, amellyel egy országjáró rendezvénysorozatot szervezett, JÁTSZÓTÉR néven. Ennek keretében minden hónapban más-más városban (többnyire megyeszékhelyeken) szervezett ingyenes programokat fogyatékos és ép gyerekeknek, a programok mellé pedig neves sportolókat is sikerült megnyernie. A JÁTSZÓTÉR két évadot élt.
Kezdeményezésére 2004-től hét éven át minden év végén megrendezték a Kézilabda Gálát, melynek főszervezője volt, és amely óriási sikert aratott a közönség és a szakma körében egyaránt.
2008-ban megalapította a kezi.hu szakportált, amely 5 év alatt a legolvasottabb kézilabdás internetes oldallá vált, és 2013-ban beolvadt a Magyar Kézilabda Szövetség honlapjába.
Eközben hozta létre a Prexton Kft-t, amely többek között sportrendezvények szervezésével is foglalkozott, működtette a kezi.hu és a kezilabdagala.hu honlapokat, és amelynek köszönhetően számos nívós sportkönyv kerülhetett a polcokra elsősorban kézilabdázás és futball témában.

## Magánélet
Két fia van, Ágai Zsombor és Ágai Zénó.

## Hobbi
A sport a magánéletében is fontos szerepet játszik, rendszeresen squash-ol és vitorlázik, a filmek nagy rajongója.

## Könyvek szerzőként és szerkesztőként
- Ezüstös aranykor – Fejezetek a magyar kézilabdázás történetéből 1995-2005–társszerző, társszerkesztő Liszkay Gáborral (Prexton Kiadó, 2005)
- FOCI VB 2006 – A 2006-os labdarúgó világbajnokság albuma – társszerző, társszerkesztő Liszkay Gáborral (Prexton Kiadó, 2006)
- Anita arcai – Portrékönyv Görbicz Anitáról – társszerző, társszerkesztő Liszkay Gáborral (Prexton Kiadó, 2007)
- Ezüstös aranykor – Fejezetek a magyar kézilabdázás történetéből 1995-2008 – társszerző, társszerkesztő Liszkay Gáborral (bővített kiadás, Prexton Kiadó, 2008)